# Akallaris
Akallaris – w mitologii greckiej córka Eumedesa, syna Melasa. Poślubiła Trosa, od którego wzięli swą nazwę Trojańczycy. Miała z nim syna, Assarakosa.